# 南宮営
南宮 営（なんきゅう えい、ナムグン・ヨン、朝鮮語: 남궁영、1887年〈高宗24年 / 明治20年〉9月2日　- 1939年〈昭和14年〉12月29日）は、大正から昭和にかけての朝鮮総督府官僚。位階は正四位、勲位は勲三等。

## 経歴
1887年に全羅南道霊岩郡で生まれた。1906年に日本に留学し、旧制第一高校に入学。朝鮮人留学生の親睦団体である大韓留学生会に参加した。1909年に東京帝国大学法科大学政治学科に入学。1914年（大正3年）に卒業。朝鮮総督府官吏となり、総督府度支部に勤務する。1916年（大正5年）に総督府内務部勤務を経て、1917年（大正6年）に総督府郡守に昇進し、珍島郡守に任命された。1919年（大正8年）に咸平郡守を経て、1921年（大正10年）に朝鮮総督府学務局勤務に転じた。1924年（大正13年）に朝鮮総督府殖産局農務課勤務、1926年（大正15年）に忠清南道参与官を経て、1930年（昭和5年）に慶尚南道産業部長に任命された。1931年（昭和6年）に忠清北道知事に任命された。1935年（昭和10年）に退官。同年朝鮮総督府中枢院参議に任命され、欧米諸国に出張した。1939年（昭和14年）に死去。
2004年に韓国で成立した日帝強占下反民族行為真相糾明に関する特別法によって、親日反民族行為者に認定された。